# Amyl (rivier)
De Amyl (Russisch: Амыл) is een rivier in de Russische kraj Krasnojarsk. De rivier stroomt grotendeels door het berggebied van de Sajan, met name door het district Karatoenski van de kraj Krasnojarsk. Bij haar samenloop met de Kazyr vormt ze de Toeba.
Sinds 1835 wordt er goud gewonnen aan de oevers van de rivier. De rivier zelf is niet bevaarbaar en bevat stroomversnellingen. De rivier is bevroren van eind oktober, begin november tot april, begin mei.